# NGC 6921
NGC 6921 est une galaxie lenticulaire située dans la constellation du Petit Renard. Sa vitesse par rapport au fond diffus cosmologique est de 4 067 ± 21 km/s, ce qui correspond à une distance de Hubble de 60,0 ± 4,2 Mpc (∼196 millions d'al). NGC 6921 a été découverte par l'astronome allemand Albert Marth en 1863.
NGC 6921 présente une large raie HI et c'est une galaxie active de type Seyfert 2.
En raison d'une brillance de surface égale à 11,54 mag/am2, on peut qualifier NGC 6921 de galaxie présentant une brillance de surface élevée.
NGC 6921 fait partie d'une paire de galaxies. C'est probablement MCG 04-48-002 située à proximité sur la sphère céleste qui est l'autre galaxie de la paire, car la distance de Hubble de cette dernière est égale à 57,47 ± 4,04 Mpc (∼187 millions d'al). Grâce à des observations réalisées par le télescope spatial à rayons X NuSTAR, on a découvert que ces deux galaxies sont dotées de noyau actif qui émettent des radiations dont l'énergie est supérieure à 10 keV.